# Macbeth (album)
Macbeth je drugi soundtrack skupine Laibach, ki je izšel leta 1990 pri založbi Mute Records. Album vsebuje glasbo, ki je bila posneta za produkcijo istoimenske tragedije Williama Shakespeara, ki je bila izvedena leta 1987 v Deutsches Schauspielhaus v Hamburgu. Tragedijo je režiral Wilfried Minks. Macbeth je drugi soundtrack skupine Laibach, po albumu Krst pod Triglavom-Baptism, ki je izšel leta 1986.

## Seznam skladb
| A stran | A stran                 | A stran |
| Št.     | Naslov                  | Dolžina |
| ------- | ----------------------- | ------- |
| 1.      | „Preludium‟             | 1:02    |
| 2.      | „Agnus Dei (Acropolis)‟ | 4:33    |
| 3.      | „Wutach Schlucht‟       | 4:27    |
| 4.      | „Die Zeit‟              | 1:14    |
| 5.      | „Ohne Geld‟             | 3:52    |
| 6.      | „U.S.A.‟                | 0:50    |

| B stran | B stran                    | B stran |
| Št.     | Naslov                     | Dolžina |
| ------- | -------------------------- | ------- |
| 1.      | „10.5.1941‟                | 0:31    |
| 2.      | „Expectans Expectavos‟     | 5:13    |
| 3.      | „Coincidentia Oppositorum‟ | 4:21    |
| 4.      | „Wolf‟                     | 1:03    |
| 5.      | „Agnus Dei [Exil Und Tod]‟ | 4:54    |

## Produkcija
- Oblikovanje: New Collectivism Studio
- Produkcija, miks: Iztok Turk, Janez Križaj, Laibach